# Роги (фільм)
Роги (англ. Horns) — американський фантастичний фільм жахів від режисера Олександра Ажа. Головну роль зіграв Денієл Редкліфф. 
Світова прем'єра відбулася у 2013 році на міжнародному кінофестивалі у Торонто.

## Сюжет

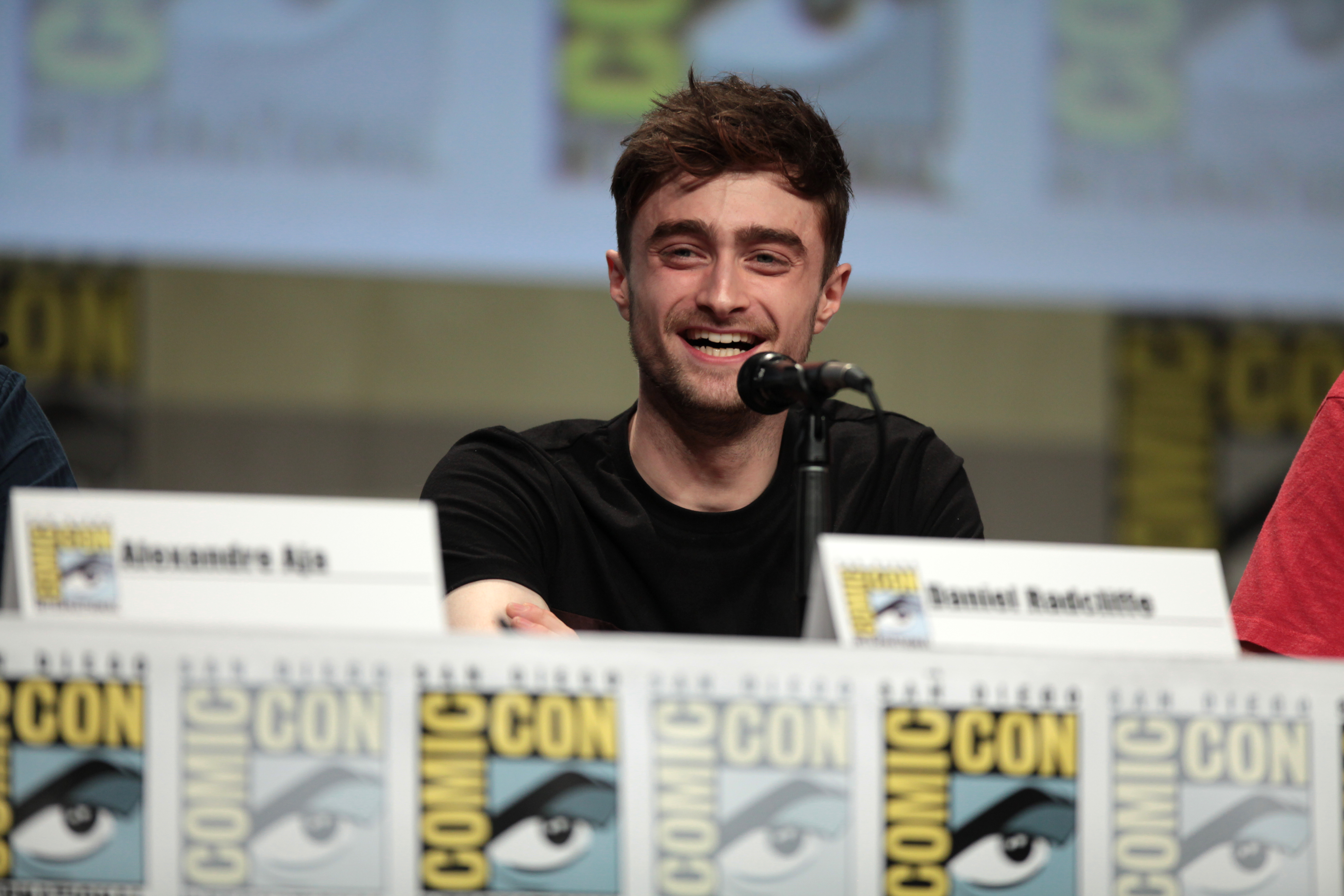
Деніел Редкліфф на San Diego Comic-Con International у липні 2014 року

Коли помирає кохана людина, напевно, багато хто з нас продав би душу дияволу, аби повернути його. Невже щось схоже сталося з Ігі Перрішем? Його дівчину спіткала жорстока смерть, а самого хлопця багато хто вважає її вбивцею, хоча це не так. Прокинувшись після однієї з хмільних ночей, молода людина виявляє на голові дивні утворення, схожі на... роги? Не зовсім ясно, звідки вони взялися, але цей факт вносить в життя Ігі приємний бонус. Тепер, коли він знаходиться поряд з кимось, ті готові відкрити свою темну сторону. Перріш вирішує використовувати цей проклятий дар, щоб знайти вбивцю.

## Акторський склад
| Актор                | Роль                 |
| -------------------- | -------------------- |
| Денієл Редкліфф      | Іг Перріш            |
| Мітчел Куммен        | юний Іг              |
| Макс Мінгелла        | Лі                   |
| Ділан Шмід           | юний Лі              |
| Джуно Темпл          | Меррін Вільямс       |
| Сабріна Карпентер    | юна Мерріан          |
| Джо Андерсон         | Террі Перріш         |
| Джаред Ейджер-Фостер | юний Террі           |
| Келлі Гарнер         | Гленна               |
| Лейні МакНіл         | юна Гленна           |
| Джеймс Ремар         | Деррік Перріш        |
| Кейтлін Квінлан      | Лідія Перріш         |
| Гізер Грем           | Вероніка, офіціантка |
| Девід Морс           | Дейл Віяльмс         |
| Алекс Захара         | Доктор Ренальд       |
| Кендра Андерсон      | Делая                |
| Майкл Адамтвайт      | Ерік Генніті         |
| Ерік МакНамі         | юний Ерік            |
| Дезіре Зуровськи     | Радіо репортер       |